# Flota Mercante Grancolombiana
La Flota Mercante Grancolombiana fue una sociedad anónima con capital público y privado, conformada por un conjunto de naves y buques no armados dedicados a actividades económicas como el comercio y el transporte de mercancías, e inicialmente, el transporte del café. 
Fue fundada en los años cuarenta por los gobiernos de Colombia, Ecuador y Venezuela, con capital mayoritariamente colombiano. Estuvo en operaciones hasta mediados de los años noventa, cuando tuvo que ser liquidada y se fusionó con la empresa mexicana Grupo TMM SA.
Durante casi 50 años de operación, la sociedad fue un referente mundial en el comercio fluvial y de relaciones pacíficas entre países vecinos, y ayudó a impulsar las economías de sus miembros luego de la Segunda Guerra Mundial, siendo también una de las empresas más importantes de la historia de Colombia. Su importancia y poderío llegó a tal punto que rivalizó durante los años cincuenta y sesenta con la empresa transportadora norteamericana Grace Line.

## Historia

### Fundación
El 23 de febrero de 1946, un año después de terminada la Segunda Guerra Mundial, se instaló en la ciudad de Bogotá la Primera Conferencia Naviera Grancolombiana, que buscaba la creación de una empresa fluvial que permitiera conjurar los problemas económicos derivados de la guerra, ya que el comercio del café, principal producto de exportación de Colombia se había visto afectado por la confrontación internacional por las bajas en el precio del café.
Fue así como, en una segunda conferencia celebrada en Caracas en abril de 1946, los gobiernos de Colombia, Ecuador y Venezuela, con emisarios de los presidentes Alberto Lleras Camargo (en reemplazo del titular Alfonso López Pumarejo, quien renunció en 1945), José María Velasco Ibarra y Rómulo Betancourt (quien acababa de tomar el poder de manos del dictador Isaías Medina), respectivamente, decidieron crear la Flota Mercante Grancolombiana, para favorecer el comercio entre los 3 países y de ahí a los demás países de la región.

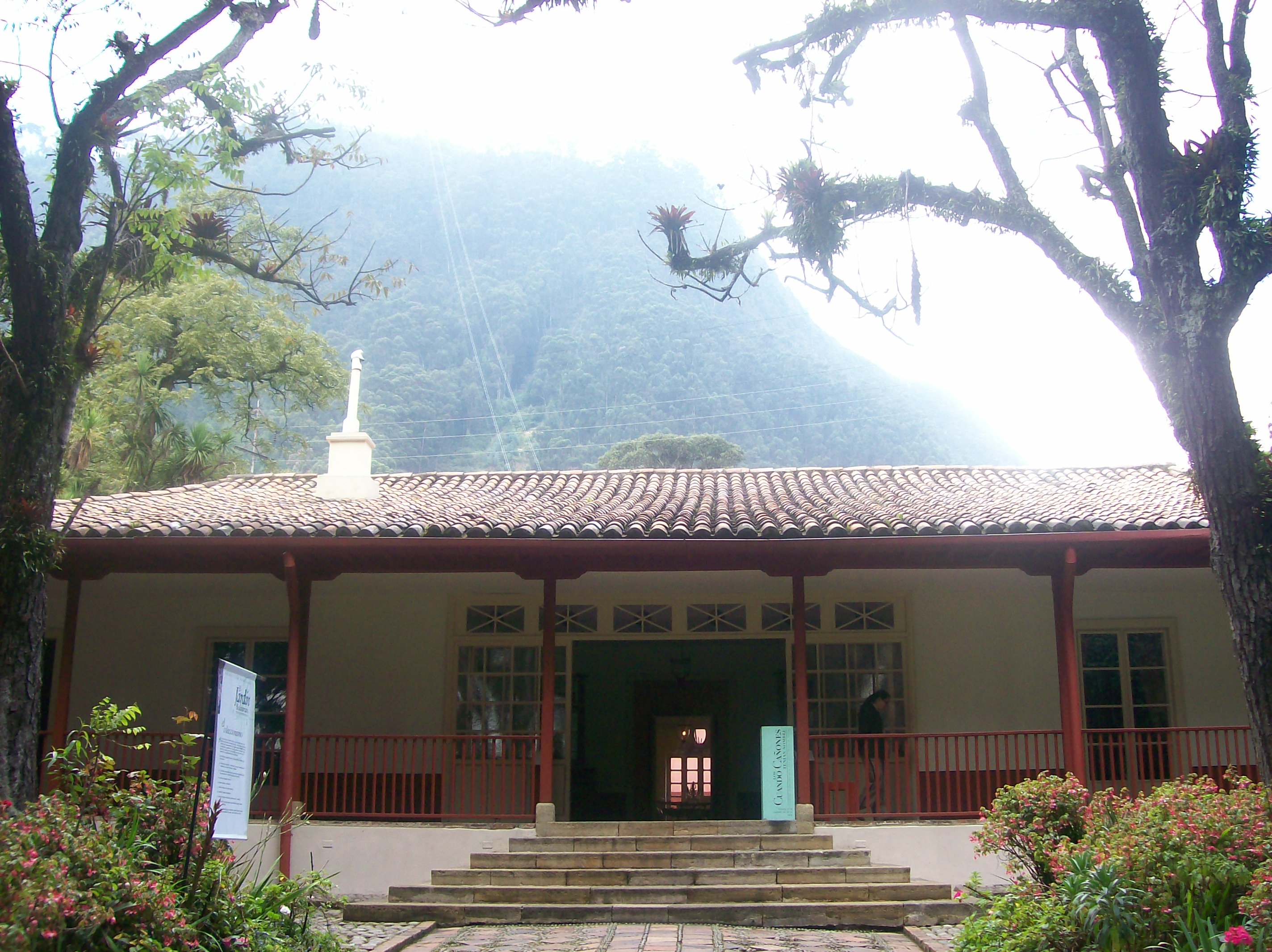
Quinta de Bolívar, Bogotá

La firma de los estatutos se dio el 8 de junio de 1946, en la Quinta de Bolívar, monumento dedicado a una figura importante para las tres naciones, Simón Bolívar, en Bogotá, donde se estableció la sede principal de la sociedad.
En la conformación se estableció que Colombia y Venezuela aportarían cada uno 45% del capital, mientras que Ecuador haría lo propio con 10%. Pese a la división tripartita de los aportes sociales, fue la Federación Nacional de Cafeteros de Colombia, (dirigida por Arturo Gómez Jaramillo), el mayor socio dentro de la Flota, ya que el porcentaje colombiano provenía del Fondo Nacional del Café, propiedad de la federación, y el porcentaje ecuatoriano era en calidad de préstamo directamente de la federación.

### Inicio y gobierno de Ospina

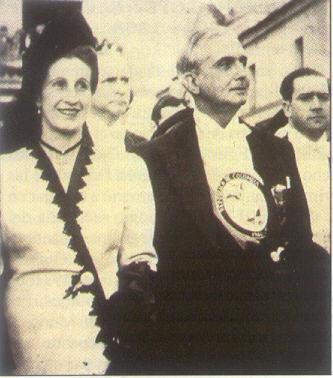
Ospina y su esposa el día de su posesión, 7 de agosto de 1946.

Lleras Camargo dejó el poder el 7 de agosto de 1946, legándole a su sucesor, el conservador y empresario del café Mariano Ospina Pérez, quien también era miembro de la Federación de Cafeteros colombianos y cuya familia controlaba la mayor parte del comercio del café en Colombia.
La elección de Ospina benefició a la flota, que era en definitiva una inversión del gremio que lo llevó al poder. La importancia de los cafeteros dentro de la flota se traducía en que, en un principio, el objetivo de la sociedad era lograr abaratar el costo del transporte del café, motivo por el que el producto había caído durante la Segunda Guerra.
Mediante la ley 10 de 1946, Ospina exentó de impuestos a la recién creada sociedad mercante, siendo el primer "espaldarazo" del gobierno a los intereses de los cafeteros. Aunque se trata de una empresa trinacional, el presidente Ospina la calificaba erróneamente como La Marina Mercante Colombiana. Años después Ospina nombró a varios de sus familiares como funcionarios dentro de la flota.
El 27 de abril de 1947 se firmó en Caracas el acta de constitución de la sociedad conocida en ese momento como Empresa Naviera Grancolombiana S.A. En mayo la flota inició operaciones con la compra de varios buques al gobierno de los Estados Unidos, que a pesar de estar en perfecto estado y considerarse nuevos, eran reserva de la flota principal que la Marina estadounidense tenía para su uso bélico durante la Segunda Guerra Mundial. La transacción se hizo con el representante del gobierno de Harry Truman.

## Funcionamiento

### Logo
El emblema de la empresa muestra una rueda de timón dorada con cabos de amarre de color rojo y un círculo negro en el medio, la leyenda "Flota Mercante Grancolombiana" en letras blancas, tres estrellas blancas y los tres mapas de los países miembros de color rojo (Ecuador), azul (Colombia) y amarillo (Venezuela).

### Nombre
El nombre de la flota fue un homenaje a la Gran Colombia, nombre que los historiadores le dieron a la región donde están los actuales estados de Colombia, Venezuela y Ecuador, para diferenciarlos del país homónimo, más pequeño en extensión. El país fue creado por Simón Bolívar en 1819 tras la independencia de España, y se mantuvo como nación hasta 1830, cuando Nueva Granada (actual Colombia), Ecuador y Venezuela anunciaron su independencia.

### Capital
Como ya se mencionó, el capital invertido para la fundación de la sociedad era mayoritariamente colombiano, puesto que tanto el gobierno colombiano como la Federación Nacional de Cafeteros de ese país aportaron en conjunto 55% del total (siendo 10% prestado directamente por la federación al gobierno ecuatoriano para la creación de la sociedad).

### Sede
La sede central de la sociedad, por decisión de los tres gobiernos creadores, fue en la capital de Colombia, Bogotá.